# Kirsten Dunst
Kirsten Dunst,, née le 30 avril 1982 à Point Pleasant, New Jersey (États-Unis) est une actrice, productrice, chanteuse, mannequin et réalisatrice américaine ayant également acquis la nationalité allemande.
Découverte par le grand public à l'âge de 12 ans dans Entretien avec un vampire, suivi des Quatre filles du docteur March la même année, elle poursuit sa carrière par Jumanji en 1995, Small Soldiers en 1998 ou encore Virgin Suicides en 1999.
Mais elle accède à la renommée internationale avec le rôle de Mary Jane Watson dans la trilogie Spider-Man entre 2002 et 2007.
Kirsten Dunst enchaîne ensuite les succès avec Eternal Sunshine of the Spotless Mind en 2004, Marie-Antoinette en 2006, Melancholia en 2011, Les Proies en 2017 ou encore The Power Of The Dog en 2021.
Elle remporte le prix d'interprétation féminine au Festival de Cannes 2011 pour Melancholia et est pour la première fois nommée aux Oscars en 2022 — en tant que meilleure actrice dans un second rôle — pour The Power Of The Dog de Jane Campion.
Elle a par ailleurs produit une série télévisée et réalisé un court métrage.

## Biographie

### Jeunesse
Kirsten Caroline Dunst est née le 30 avril 1982 à Point Pleasant, dans le New Jersey, aux (États-Unis). Ses parents sont de nationalité allemande, son père Klaus Dunst est cadre dans le milieu médical, et sa mère Inez Rupprecht, qui possédait une galerie d'art, est artiste-peintre après avoir été hôtesse de l'air.

### Famille
Kirsten Dunst a un frère, Christian, né en 1986, aujourd'hui médecin. En 1989, sa mère quitte la côte est pour aller s'installer avec ses deux enfants à Los Angeles. Ses parents divorcent en 1995.

### Carrière
Kirsten Dunst commence sa carrière à l'âge de 3 ans en apparaissant dans des spots publicitaires pour la télévision, avant de devenir mannequin pour les agences Ford Models et Elite Model Management. À l'âge de 8 ans, elle fait sa première apparition cinématographique dans un court métrage de Woody Allen, Le Complot d'Œdipe. En 1993, elle incarne une jeune télépathe dans la série Star Trek : Next Generation (épisode 7 de la saison 7, intitulé « Dark Page »).

### Premiers succès (1994-2001)
Son premier rôle majeur lui est confié en 1994. À peine âgée de 12 ans, elle prête ses traits à la jeune Claudia, fille par procuration de deux vampires interprétés par les superstars Tom Cruise et Brad Pitt, dans Entretien avec un vampire.
Si le film reçoit des critiques mitigées, la performance de Kirsten Dunst est universellement acclamée, lui valant un MTV Movie Award du meilleur espoir féminin, un Saturn Award de la meilleure jeune actrice et sa première nomination aux Golden Globe Awards. Le film contient notamment une scène dans laquelle Kirsten reçoit un premier baiser de Brad Pitt, son aîné de 18 ans.
La même année, elle interprète Amy, la benjamine des Quatre Filles du Docteur March, aux côtés de Susan Sarandon, Winona Ryder et Claire Danes. Elle interprète le rôle d'Amy en tant que petite fille, au tout début du film. Le rôle d'Amy devenue adulte est confié à une autre actrice, Samantha Mathis.
En 1995, elle joue le rôle de Judy Shepherd dans le blockbuster fantastique Jumanji, qui lui vaut d'être nommée l'une des 50 personnes les plus belles par le magazine People (qui la distingue une nouvelle fois en 2002).
L'année suivante, elle incarne Charlie Chiemingo, une victime de prostitution infantile, dans six épisodes de la troisième saison de la série télévisée Urgences.
En 1997, elle prête sa voix à la jeune Anastasia Nikolaïevna de Russie, pour le film d'animation Anastasia, puis, l'année suivante, pour la version anglaise de Kiki la petite sorcière.
En 1998, elle joue de nouveau une jeune adolescente aux côtés de Gregory Smith dans Small Soldiers de Joe Dante.
En 1999, ne souhaitant pas apparaître dans une scène à caractère sexuel ou avoir à embrasser Kevin Spacey, acteur principal du film, elle refuse le rôle d'Angela dans American Beauty. Elle justifie plus tard son choix : « Quand j'ai lu le script, j'avais 15 ans et ne pense pas avoir eu la maturité pour le comprendre complètement ». Cette même année, on la retrouve donc dans le rôle d'une autre adolescente déboussolée, dans Virgin Suicides, le premier long-métrage de Sofia Coppola, présenté en projection spéciale au 43e Festival du film de San Francisco en 2000. Le film reçoit des critiques très favorables, qui louent la performance de la jeune actrice. Peter Stack, du San Francisco Chronicle, la décrit ainsi comme .
L'année suivante, elle participe à deux projets plus commerciaux : elle apparaît dans The Crow 3: Salvation de Bharat Nalluri, puis interprète la capitaine d'une équipe de cheerleaders dans American Girls. Le film devient culte et donne lieu à plusieurs suites avec sorties directement en vidéo.
En 2001, elle est à l'affiche du teen movie Allison Forever et dans deux autres films tout aussi mineurs : Un parfum de meurtre et Crazy/Beautiful.

### Confirmation (2002-2010)
En 2002, à l'âge de 20 ans, elle est choisie pour le rôle qui lui vaut une célébrité internationale : celui de Mary Jane Watson, l'amie et objet de désir de Peter Parker, l'alter ego du super-héros Spider-Man, interprété par Tobey Maguire. Le film, réalisé par Sam Raimi, est un succès tant commercial que critique.
Avant de reprendre son rôle pour la suite, elle tourne avec des cinéastes reconnus, qui lui permettent d'évoluer aux côtés de stars confirmées : Le Sourire de Mona Lisa, porté par Julia Roberts, et Eternal Sunshine of the Spotless Mind, un film de science-fiction réalisé par Michel Gondry, mené par Jim Carrey et Kate Winslet, et acclamé mondialement par la critique.
En 2004, Spider-Man 2 s'impose comme le second plus gros succès commercial de l'année sur le territoire nord-américain. Il est aussi largement salué par la critique.

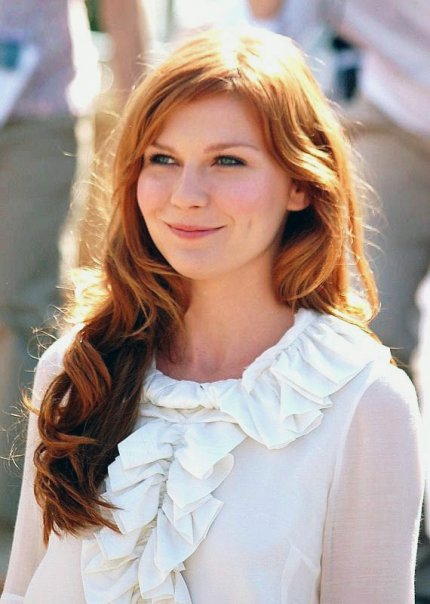
Au Festival de Cannes 2006, pour l'avant-première de Marie-Antoinette.

La même année, elle partage l'affiche de deux comédies romantiques : La Plus Belle Victoire avec Paul Bettany et Rencontres à Elizabethtown de Cameron Crowe, avec Orlando Bloom. Les films sont moyennement reçus par la critique, mais confirment son statut de star de cinéma.
En 2006, la réalisatrice Sofia Coppola lui confie donc le rôle-titre de Marie Antoinette, présenté en projection spéciale au Festival de Cannes 2006. Après avoir été hué par le public, le film obtient des critiques très mitigées : si la mise en scène a été généralement saluée, la superficialité du scénario et l'écriture des personnages ont été décriées. Néanmoins, ce rôle lui confère une véritable boost médiatique : elle apparaît pour la première fois en couverture de Vogue en juillet 2004, à l'âge de 22 ans.
En 2007, le troisième volet de Spider-Man est nettement moins bien reçu par la critique que les deux premiers, mais constitue le plus gros succès commercial pour la franchise et pour l'actrice.
Ayant initialement signé pour trois films, elle se déclare être ouverte à l'idée de poursuivre l'aventure, mais seulement avec Sam Raimi et Tobey Maguire. Cependant, en janvier 2010, Sony annonce le reboot de la franchise avec une toute nouvelle distribution et un nouveau réalisateur,.
Les années suivantes, elle enchaîne deux films mineurs : en 2008, la comédie Un Anglais à New York de Robert B. Weide, portée par Simon Pegg et échec critique et commercial, puis en 2010 un thriller avec Ryan Gosling, All Good Things, sorti directement en vidéo.

### Consécration (2011-2012)

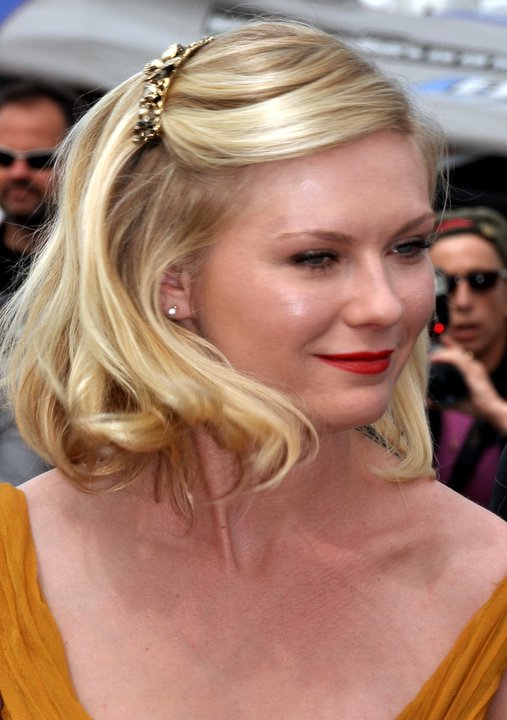
Au Festival de Cannes 2011, pour la présentation de Melancholia.

L'année 2011 lui permet de revenir sur le devant de la scène : elle devient d'abord l'égérie de Bulgari pour le parfum Mon Jasmin Noir, puis revient à Cannes, cette fois en vedette du nouvel opus d'un favori de la croisette, Lars von Trier. Pour son rôle de Justine dans le drame psychologique noir Melancholia, elle décroche le Prix d'interprétation féminine de ce 64e festival de Cannes. De retour aux États-Unis, elle est nommée pour une multitude d'autres prix et en remporte beaucoup. Le film est, à ce jour, le plus grand succès critique de sa carrière.
En 2012, elle gravit de nouveau les marches lors de la 65e édition du Festival de Cannes pour venir défendre le film de Walter Salles, Sur la route, adapté du roman homonyme de Jack Kerouac. Le film est tièdement accueilli et échoue au box-office.
La même année, elle renoue avec des projets plus modestes qui peinent à convaincre la critique : elle mène la comédie potache Bachelorette, entourée de Lizzy Caplan et Isla Fisher, et partage l'affiche de la romance de science-fiction Upside Down avec Jim Sturgess. Si le premier s'avère rentable, grâce à une diffusion en exclusivité en vidéo à la demande, le second est un échec commercial.

### Seconds rôles et télévision (depuis 2013)

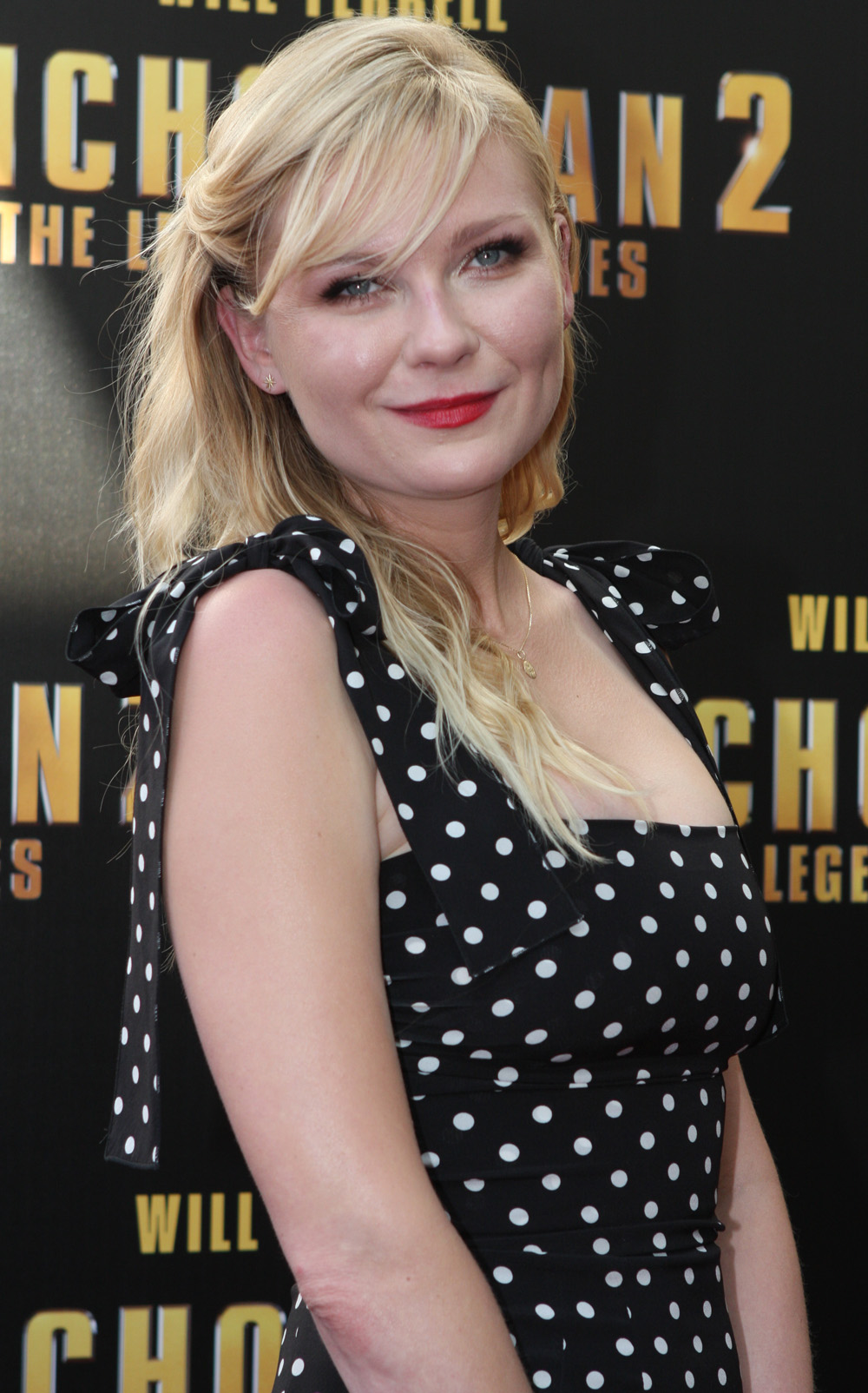
L'actrice à l'avant-première australienne de Légendes vivantes, le 24 novembre 2013.

En 2013, elle se cantonne à de brèves apparitions : dans son propre rôle pour le cinquième film de Sofia Coppola, The Bling Ring, et un discret caméo dans la comédie Légendes Vivantes.
En 2014, elle joue l'épouse d'un riche arnaqueur interprété par Viggo Mortensen, courtisée par un mystérieux guide incarné par Oscar Isaac, dans The Two Faces of January, le premier film de Hossein Amini. Cet élégant film d'époque influencé par Alfred Hitchcock est apprécié par la critique, qui regrette néanmoins son personnage féminin trop superficiel. Le film est un échec commercial.
En 2015, elle est à l'affiche de Midnight Special du prestigieux réalisateur Jeff Nichols, un film de science-fiction porté par Michael Shannon et la valeur montante Adam Driver. Le film est présenté au 66e Festival de Berlin. La même année, Kirsten intègre la distribution principale de la seconde saison de la série télévisée anthologique Fargo, adaptée du film homonyme des frères Joel et Ethan Coen.
En mai 2016, elle fait partie du jury de la sélection officielle présidé par George Miller lors du 69e Festival de Cannes.
En 2017, après un second rôle de luxe dans le drame historique Les Figures de l'ombre, de Theodore Melfi, elle retrouve Sofia Coppola pour son septième long métrage, Les Proies (The Beguiled) un remake du classique Les Proies, de Don Siegel. Coppola y entoure Colin Farrell de plusieurs générations de femmes incarnées par Nicole Kidman, Elle Fanning et Kirsten Dunst.
Enfin, elle est dirigée par ses amies, les sœurs stylistes Kate et Laura Mulleavy, pour leur première réalisation, Woodshock.
C'est finalement à la télévision qu'elle fait son grand retour, en portant la comédie noire On Becoming a God in Central Florida, qu'elle produit en association avec George Clooney et diffusée par la chaîne Showtime. Pour ce rôle, elle est nommée aux Golden Globes 2020 dans la catégorie meilleure actrice dans une série musicale ou comique.
En 2021, elle apparaît dans le film de Jane Campion, The Power Of The Dog, qui lui vaut sa première nomination aux Oscars comme meilleure actrice dans un second rôle lors de la 94e cérémonie.
En 2024, elle tient le rôle principal d'une reporter de guerre dans le film dystopique Civil War d'Alex Garland.

### Musique
Kirsten a commencé à chanter en 2001 dans le film Get Over It.
Dans Spider-Man 3, elle chante deux chansons en tant que Mary Jane Watson, son personnage : l'une lors d'une performance à Broadway, l'autre en tant que serveuse dans un bar à jazz. Elle révèle plus tard qu'elle avait enregistré les chansons en studio, avant de les jouer en play-back.
Dans une interview à The Advertiser, Kirsten a expliqué qu'elle ne comptait pas suivre les pas d'acteurs comme Russell Crowe ou Toni Collette et sortir un album : « Certainement pas. Aucune chance. Ça marchait quand Barbra Streisand le faisait, mais de nos jours, je trouve ça plutôt douteux. Ça passe mieux quand c'est un chanteur qui passe au cinéma ».
Elle a tourné dans le court métrage Akihabara Majokko Princess, réalisé par McG et produit par Takashi Murakami, dans lequel elle chante une reprise de Turning Japanese, un titre de The Vapors. Le clip a été présenté à l'occasion de l'expo Pop Life à la galerie Tate de Londres d'octobre 2009 à janvier 2010.

### Vie privée

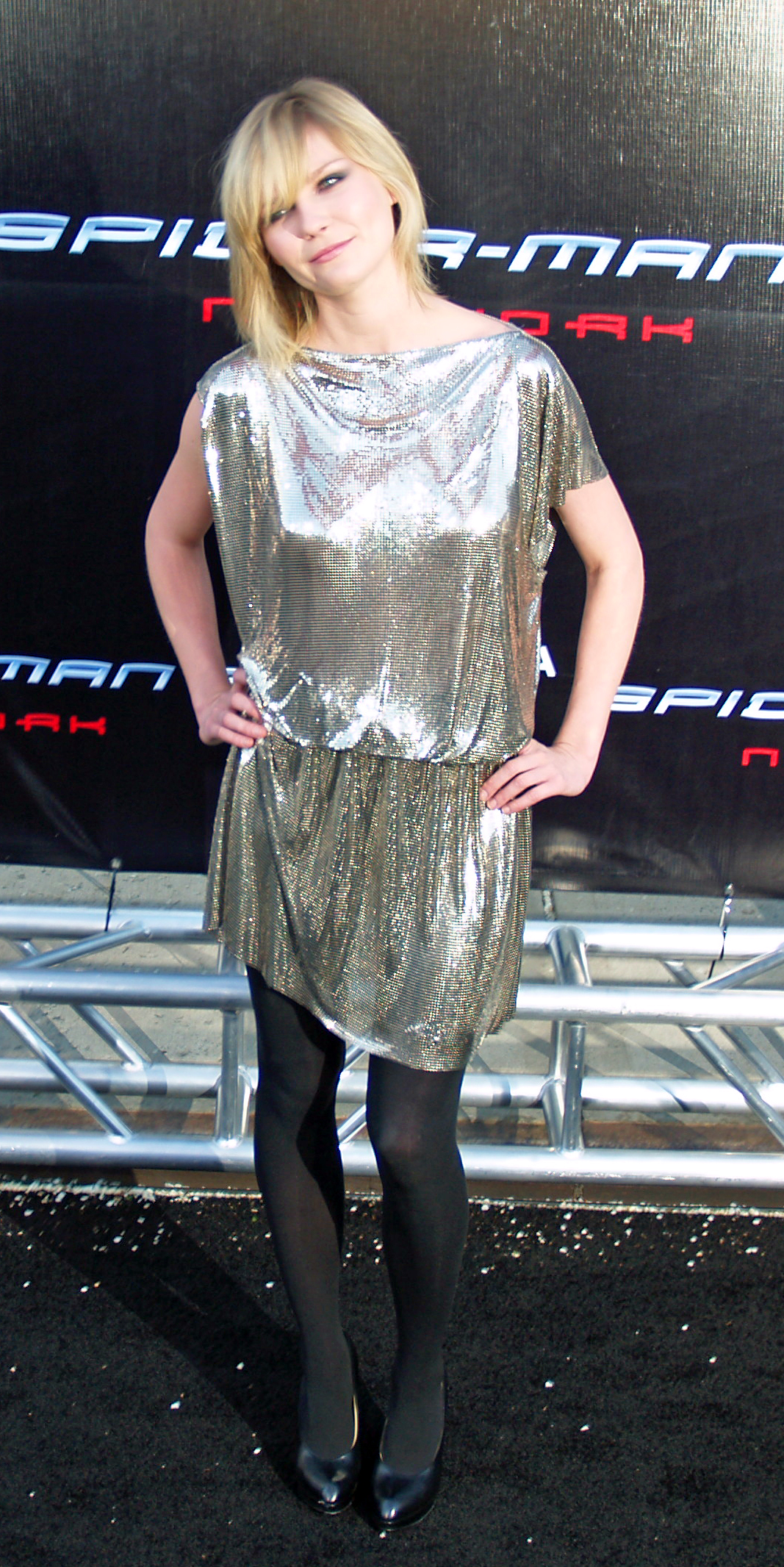
À la première new-yorkaise de Spider-Man 3, le 30 avril 2007.

Lors de l'élection présidentielle américaine de 2004, Kirsten Dunst a soutenu le candidat démocrate John Kerry puis, en 2008, Barack Obama, pour lequel elle dirige et commente Why Tuesday (Pourquoi mardi), un documentaire incitant les Américains à aller voter.
Avec sa mère, elle fonde une société de production, la Wooden Spoon Productions, et vit un temps à Toluca Lake (Californie) en compagnie de sa mère, de son frère et de ses animaux — son chien (Beauty) et ses trois chats (Felix, Zorro et Cat).
En 2008, elle fait une cure dans un établissement spécialisé pour soigner une dépression.
En 2011, elle obtient la nationalité allemande.
En 2001, Kirsten a une brève relation amoureuse avec l'acteur Tobey Maguire, rencontré pendant le tournage du premier Spider-Man de Sam Raimi,.
Entre 2002 et 2004, Kirsten est en couple avec l'acteur Jake Gyllenhaal. Elle a également fréquenté les acteurs Ben Foster, le batteur Fabrizio Moretti du groupe de rock The Strokes, le musicien Johnny Borrell du groupe Razorlight et Jason Boesel. De 2011 à 2016, elle est en couple avec l'acteur Garrett Hedlund, son partenaire dans le film Sur la route.
Depuis janvier 2017, elle est fiancée à l'acteur Jesse Plemons avec qui elle a joué dans la série Fargo et qu'elle fréquente depuis mai 2016. En décembre 2017, les médias révèlent que le couple attend son premier enfant. Le 8 mai 2018, l'actrice donne naissance à un garçon prénommé Ennis. Son second enfant, appelé James, voit le jour en septembre 2021. Le couple se marie en juillet 2022 dans un complexe de luxe situé à Ocho Rios, en Jamaïque.

## Filmographie

### En tant qu'actrice

#### Longs métrages
- 1989 : New York Stories de Woody Allen : la fille de Lisa
- 1990 : Le Bûcher des vanités (The Bonfire of the Vanities) de Brian De Palma : Campbell McCoy
- 1991 : High Strung de Roger Nyard : une jeune fille
- 1994 : Greedy de Jonathan Lynn : Jolene
- 1994 : Entretien avec un vampire (Interview with the Vampire) de Neil Jordan : Claudia
- 1994 : Les Quatre Filles du docteur March (Little Women) de Gillian Armstrong : Amy March enfant
- 1995 : Jumanji de Joe Johnston : Judy Shepherd
- 1996 : Mother Night de Keith Gordon : Resi Noth jeune
- 1997 : True Heart de Catherine Cyran : Bonnie
- 1997 : Des hommes d'influence (Wag the Dog) de Barry Levinson : Tracy Lime
- 1997 : Anastasia de Don Bluth/Gary Goldman : Anya/Anastasia jeune (voix)
- 1998 : Les filles font la loi (All I Wanna Do ou Strike!) de Sarah Kernochan : Verena von Stefan
- 1998 : Kiki la petite sorcière (Majo no Takkyūbin) de Hayao Miyazaki : Kiki (voix)
- 1998 : Small Soldiers de Joe Dante : Christy Fimple
- 1999 : Dick : Les Coulisses de la présidence (Dick) d’Andrew Fleming : Betsy Jobs
- 1999 : Belles à mourir (Drop Dead Gorgeous) de Michael Patrick Jann : Amber Atkins
- 1999 : Virgin Suicides (The Virgin Suicides) de Sofia Coppola : Lux Lisbon
- 2000 : The Crow 3: Salvation (The Crow : Salvation) de Bharat Nalluri : Erin Randall
- 2000 : Luckytown Blues (Luckytown) de Paul Nicholas : Lidda Doyles
- 2000 : American Girls (Bring It On) de Peyton Reed : Torrance Shipman
- 2000 : Deeply de Sheri Elwood : Silly
- 2001 : Allison Forever (Get Over It) de Tommy O'Haver : Kelly Woods
- 2001 : Sexy/Crazy (Crazy/Beautiful) de John Stockwell : Nicole Oakley
- 2001 : Premier Amour (Lover’s Prayer) de Reverge Anselmo : Zinaida
- 2001 : Un parfum de meurtre (The Cat's Meow), de Peter Bogdanovich : Marion Davies
- 2002 : Spider-Man de Sam Raimi : Mary Jane Watson
- 2003 : Le Salut (Levity) d’Edward Solomon : Sofia Mellinger
- 2003 : Le Sourire de Mona Lisa (Mona Lisa Smile) de Mike Newell : Betty Warren
- 2003 : Kaena, la prophétie de Chris Delaporte et Pascal Pinon : Kaena (voix)
- 2004 : Eternal Sunshine of the Spotless Mind de Michel Gondry : Mary
- 2004 : La Plus Belle Victoire (Wimbledon) de Richard Loncraine : Lizzie Bradbury
- 2004 : Spider-Man 2 de Sam Raimi : Mary Jane Watson
- 2005 : Rencontres à Elizabethtown (Elizabethtown) de Cameron Crowe : Claire Colburn
- 2006 : Marie-Antoinette de Sofia Coppola : Marie-Antoinette
- 2007 : Spider-Man 3 de Sam Raimi : Mary Jane Watson
- 2008 : Un Anglais à New York (How to Lose Friends and Alienate People) de Robert B. Weide : Allison Olsen
- 2010 : Love and Secrets (All Good Things) d'Andrew Jarecki : Katie McCarthy
- 2011 : Melancholia de Lars von Trier : Justine
- 2012 : Bachelorette de Leslye Headland : Regan
- 2012 : Sur la route (On the road) de Walter Salles : Camille
- 2013 : Upside Down de Juan Solanas : Eden Moore
- 2013 : The Bling Ring de Sofia Coppola : elle-même
- 2013 : Légendes vivantes (Anchorman 2: The Legend Continues) d'Adam McKay : El Trousias Maiden of the Clouds
- 2014 : The Two Faces of January de Hossein Amini : Colette MacFarland
- 2016 : Midnight Special de Jeff Nichols : Sarah
- 2016 : Les Figures de l'ombre (Hidden Figures) de Theodore Melfi : Vivian Mitchell
- 2017 : Les Proies (The Beguiled) de Sofia Coppola : Edwina Morrow
- 2017 : Woodshock de Kate et Laura Mulleavy : Theresa
- 2021 : The Power of the Dog de Jane Campion : Rose Gordon
- 2024 : Civil War d'Alex Garland : Lee Smith
- Prévu pour 2025 : Roofman de Derek Cianfrance : Leigh Waincott
- Prochainement : The Entertainment System is Down de Ruben Östlund

#### Téléfilms
- 1996 : The Siege at Ruby Ridge (TV) de Roger Young : Sara Weaver
- 1997 : Le Fantôme d'Halloween (Tower of Terror) de D. J. MacHale : Anna Petterson
- 1998 : Un choix difficile (Fifteen and Pregnant) de Sam Pillsbury : Tina Spangler

#### Séries télévisées
- 1993 : Les Sœurs Reed (Sisters) de Ron Cowen et Daniel Lipman : Kitten Margolis
- 1993 : Star Trek : La Nouvelle Génération (Star Trek: The Next Generation) de Gene Roddenberry : Hedril, saison 7, épisode 7 Heures Sombres (Dark Page)
- 1996 : Urgences : Charlie Chiemingo (saison 3 - 6 épisodes : Joyeux Halloween, Gare centrale, Sans abri pour Noël, Nuit morte, Post Mortem, En attendant la suite)
- 1996 : Les Anges du bonheur de John Masius : Amy Ann McCoy
- 1997 : Au-delà du réel : L'aventure continue de David Warry-Smith (saison 3, épisode 14 : La Musique des sphères célestes) : Joyce Taylor
- 2015 : Fargo (saison 2) de Noah Hawley : Peggy Blumquist
- 2017 : Black Mirror (saison 4, épisode 1) : caméo[24]
- 2019 : On Becoming a God in Central Florida : Krystal Stubbs

#### Clips
- 2000 : Savage Garden I Knew I Loved You
- 2000 : Filter The Best Things BO de The Crow 3: Salvation
- 2009 : Akihabara Majokko Princess (reprise de Turning Japanese de The Vapors)
- 2011 : We All Go Back to Where We Belong (en), de R.E.M.. Amie et voisine à New York du chanteur du groupe, elle est la muse dans une des deux versions du clip.
- 2011 : Make some Noise des Beastie Boys, fille dans la limousine.

### En tant que productrice
- 2019 : On Becoming a God in Central Florida (série télévisée)

### En tant que réalisatrice
- 2010 : Bastard (court métrage), présenté en clôture de la Semaine de la Critique durant le Festival de Cannes 2010

## Voix francophones
En France, Marie-Eugénie Maréchal, est la voix française régulière de Kirsten Dunst depuis Small Soldiers en 1998. Chloé Berthier l'a également doublée à six reprises.
Au Québec, Aline Pinsonneault est la voix québécoise régulière de l'actrice sur la majorité de ses films.

### Sources
- (en) Cet article est partiellement ou en totalité issu de l’article de Wikipédia en anglais intitulé « Kirsten Dunst » (voir la liste des auteurs).